# Tatsuya Ogishima
Tatsuya Ogishima (jap. 荻島達也 Ogishima Tatsuya; ur. 1972 w prefekturze Shizuoka) – japoński reżyser i scenarzysta filmowy.

## Filmografia

### Reżyser
- Kimi ni shika kikoenai (2007)
- Kids (2008)

### I asystent reżysera
- Noel (2007, reżyser Tomonori Nashiki)
- Po prostu kocham Ciebie (『ただ、君を愛してる』2008, reżyser Takehiko Shinjo)